# Sophie Monk

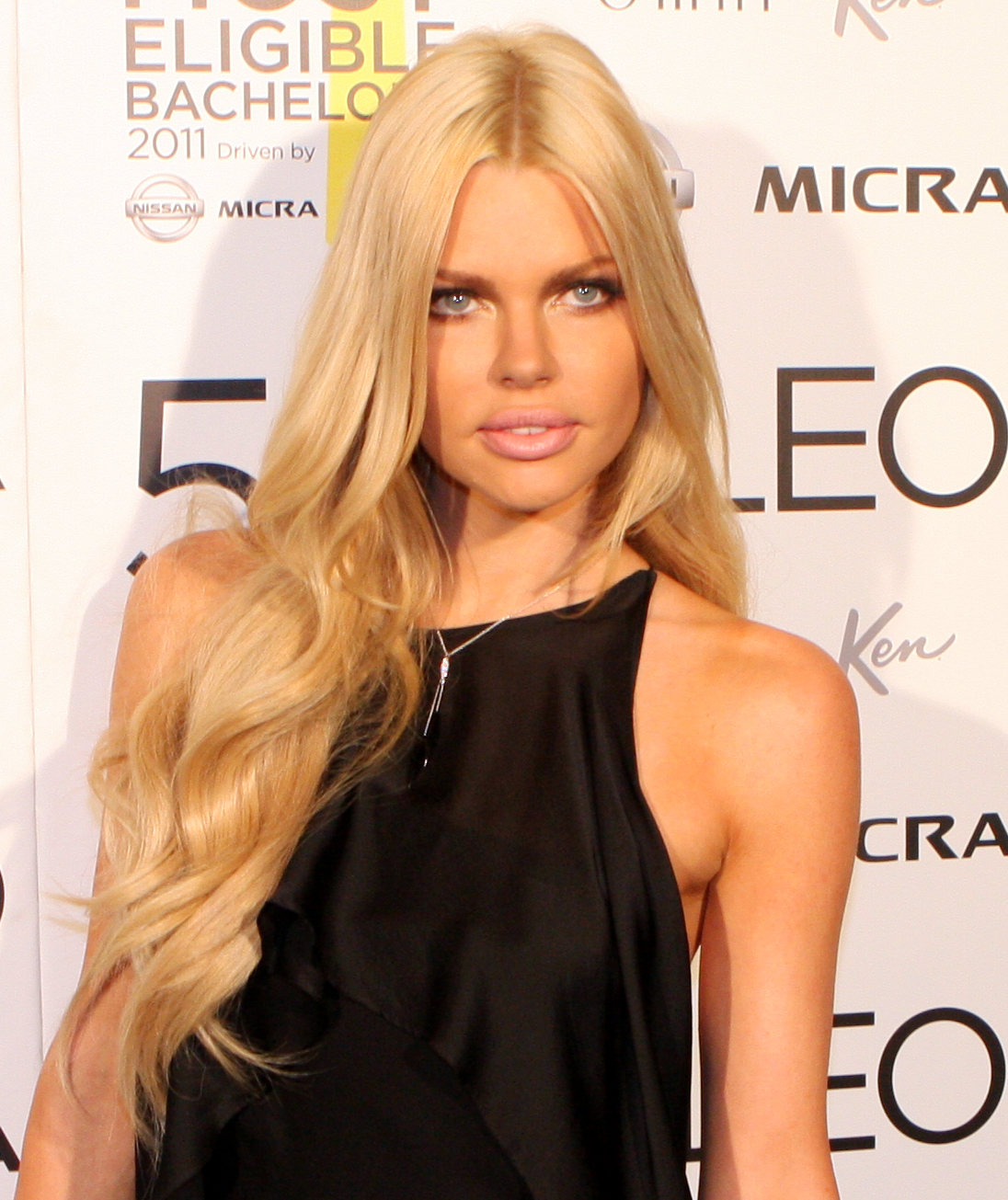
Sophie Monk (2011)

Sophie Charlene Akland Monk (* 14. Dezember 1979 in England) ist eine australische Schauspielerin und Sängerin.

## Leben
Monk siedelte als Kind mit ihrer Familie nach Australien über. Sie bewarb sich im Jahr 1999 auf eine Anzeige der australischen Fernsehsendung Popstars, in der Mädchen mit Tanz- und Gesangserfahrung gesucht wurden, und wurde daraufhin Mitglied der Musikgruppe Bardot.
2004 war sie im Musik-Video Always von blink-182 dabei.
In der Komödie Date Movie (2006) spielte sie neben Alyson Hannigan eine der größeren Rollen. In einer der Szenen des Films parodiert sie Paris Hilton. In der Komödie Klick (2006) trat sie neben Adam Sandler und David Hasselhoff auf. In der Komödie Sex and Death 101 (2007) spielte sie an der Seite von Winona Ryder.
Seit 2018 moderiert sie die australische Version von Love Island.

## Filmografie (Auswahl)
- 2004: The Mystery of Natalie Wood
- 2005: London
- 2006: Date Movie
- 2006: Klick (Click)
- 2007: Sex and Death 101
- 2009: Spring Breakdown
- 2009: Spring Break ‘83
- 2009: The Hills Run Red – Drehbuch des Todes (The Hills Run Red)
- 2009: Sunset Vampires
- 2010: Hard Breakers
- 2011: 301 – Scheiß auf ein Empire (The Legend of Awesomest Maximus)
- 2011: L.A. Love Story – Verliebt in Los Angeles (Dorfman in Love)
- 2016: Blood Feast – Blutiges Festmahl (Blood Feast)

## Diskografie (Auswahl)
- 2000: Bardot
- 2001: Play It Like That
- 2003: Calendar Girl